# Kamnica (Bytowski)
Kamnica is een plaats in het Poolse district  Bytowski, woiwodschap Pommeren. De plaats maakt deel uit van de gemeente Miastko en telt 382 inwoners.